# Elena Vesnina
Elena Sergeevna Vesnina (in russo Елена Сергеевна Веснина?; Leopoli, 1º agosto 1986) è un'ex tennista russa.
In carriera ha vinto 3 titoli WTA in singolare, tra cui il prestigioso WTA 1000 di Indian Wells nel 2017, ed ha raggiunto la semifinale a Wimbledon nel 2016. Con la nazionale russa si è aggiudicata per due anni consecutivi la Fed Cup (2007 e 2008). Ha raggiunto il suo best ranking alla tredicesima posizione il 20 marzo 2017.
Ottima doppista, in questa specialità ha vinto 19 titoli WTA, tra cui tre titoli del Grande Slam (Roland Garros nel 2013, US Open nel 2014 e Wimbledon nel 2017), le WTA Finals 2016, oltre alla medaglia d'oro olimpica nel 2016 insieme alla connazionale Ekaterina Makarova. Ha raggiunto il primo posto della classifica mondiale di doppio l’11 giugno 2018.
In doppio misto, ha vinto gli Australian Open 2016 in coppia con Bruno Soares e ha raggiunto altre tre finali Slam: due a Wimbledon (nel 2011 e nel 2012) e una all’Open di Francia (nel 2021). Completa il suo palmarès la medaglia d’argento conquistata alle Olimpiadi di Tokyo 2020 insieme ad Aslan Karacev.

## Biografia
Allenata dall'ex tennista Andrej Česnokov. Elena Vesnina è alta 176 centimetri e pesa 60 chilogrammi. Debutta nel circuito professionistico nel 2002. I suoi colpi migliori sono il diritto e il rovescio. Il suo colpo più debole è il servizio. Il suo stile di gioco è simile a quello di Elena Dement'eva.

## Carriera

### 2002-2004: gli esordi
Esordisce nel circuito ITF a 16 anni, nel torneo egiziano di Giza dove viene sconfitta dalla spagnola Velasco Andreu al termine però di una lunga battaglia (4–6, 7–5, 6(5)–7). Ad Al Mansoura, centra il suo primo successo in un tabellone ITF contro Zuzana Cerna (7–5, 6–4) arrivando ai quarti che non disputa per un infortunio occorsole. Raggiunge lo stesso risultato anche in doppio.
A luglio 2003 vince il suo primo titolo ITF a Balašicha. A settembre, a Tbilisi, vince il secondo partendo dalle qualificazioni. In ottobre partecipa con una wild-card al suo primo torneo WTA, la Kremlin Cup dove viene sconfitta all'esordio da Michaela Pastiková. La settimana dopo approda al main–d raw del WTA di Tashkent battendo la connazionale Bratčikova prima di cedere di schianto ad Adriana Barna (0–6, 0–6).
In doppio, vince tre titoli ITF, due a Bucharest e uno a Balašicha.
Termina l'anno in top-300 in singolare e in top-500 in doppio.
Nel 2004 non supera le qualificazioni alla Kremlin Cup. Ci riesce a novembre al Bell Challenge di Quebec City, dove tuttavia cede al primo turno a Mariana Diaz-Oliva.
In doppio, vince tre titoli ITF e partecipa al suo primo evento WTA a Quebec City perdendo all'esordio.
Termina l'anno nuovamente in top-300 in singolare; in doppio, invece, compie un notevole progresso, chiudendo ai piedi della top-200 (al n°201).

### 2005 - primo titolo WTA in doppio
Il 2005 di Vesnina inizia piuttosto lentamente con uscite ai primi turni o mancando l'ingresso dalle qualificazioni ai tabelloni principali dei tornei WTA. A fine maggio raggiunge la sua prima finale ITF a Galatina. Continua ad avere difficoltà a superare il primo turno nei tornei maggiori di Toronto, Palermo e agli US Open per poi giocare il Tashkent Open,  dove finalmente riesce a spingersi fino ai quarti di finale per la prima volta in carriera nel circuito WTA, battendo Rodionova  e Oblizer. Dopo qualche altro tentativo infruttuoso bissa i quarti di finale al Bell Challenge sconfiggendo la n°66 del mondo Antonella Serra Zanetti prima vittoria su una top-100. Inoltre festeggia il suo primo titolo della specialità in coppia con Rodionova, battendo il duo Dekmeijere/Harkleroad col punteggio di 6(4)–7, 6–4, 6–2.
Termina la stagione al posto n. 110 nel singolare con un best ranking stagionale al n.102.

### 2006 - primo ottavo di finale slam e top-50 in singolare; prima finale in un WTA Tier II in doppio
Inizia l'anno ad Hobart, dove subisce una sconfitta all'esordio contro Llagostera Vives; tuttavia, riesce ad entrare per la prima volta in carriera in top-100 il 16 gennaio, alla centesima posizione. Coglie il primo successo di un tabellone principale di uno Slam all'Australian Open contro la cinese Li Ting. Da lì s'invola nel torneo fino a scontrarsi per la prima volta contro una top-10, la connazionale Nadia Petrova negli ottavi di finale. Ricalibra il proprio obiettivo a Miami, dove riesce questa volta a battere la sua prima top20, la n°11 del mondo Francesca Schiavone, prima d'essere fermata ai quarti dall'altra italiana, Tatiana Golovin. A Ponte Vedra Beach, elimina Razzano e un'altra top-20, Flavia Pennetta, venendo estromessa dalla qualificata Ruano Pascual. Nella stagione su terra non raccoglie piazzamenti positivi nelle prime tre uscite (Estoril, Berlino e Charleston), mentre va meglio a Strasburgo, dove centra i quarti di finale, battendo Karin Knapp e Marion Bartoli. Al Roland Garros esce all'esordio, sovrastata da Peng Shuai. Dopo i magri risultati sull'erba, coglie la sua prima vittoria al Torneo di Wimbledon contro Sánchez Lorenzo. A Mosca riesce a battere la n°20 del mondo Na Li prima di arrendersi a Mauresmo, n°1 delle classifiche mondiali, in tre set lottati 7–5, 3–6, 6(3)–7. 
Termina l'anno al n°44 del mondo.
Doppio
Ottiene in coppia con Rodionova una finale WTA a Bangalore persa da Mirza/Huber. Assieme a Čakvetadze coglie il suo primo quarto di finale slam al Roland Garros, battendo due coppie quotate come Suárez/Ruano Pascual e Dulko/Kirilenko; la coppia russa viene poi fermata dalle cinesi Zheng/Yan in tre set. Nella parte finale di anno, Vesnina/Čakvetadze trovano il terzo turno agli US Open mentre, a Pechino cedono in finale alla coppia Suárez/Ruano Pascual. Chiude il 2006 al n°46 del mondo di specialità.

### 2007 - prime semifinali WTA in singolare; 2º titolo in doppio e top-25
Inizia l'anno a Gold Coast, dove raggiunge i quarti di finale contro Tathiana Garbin. Partecipa all'Australian Open, dove non riesce a difendere gli ottavi dell'anno precedente uscendo al secondo turno. In seguito va incontro a un periodo estremamente negativo, in quanto raccoglie sei sconfitte al primo turno tra Tokyo e Charleston. A Varsavia ritrova il successo contro la wild-card di casa Urszula Radwańska. Nel round successivo si arrende a Jelena Janković, n°7 del mondo. A Strasburgo trova il secondo quarto stagionale, perso contro Marion Bartoli. Al Roland Garros esce all'esordio dove pesca la n°1 del mondo Justine Henin. Inizia la stagione su erba a 's-Hertogenbosch, dove perde al secondo turno da Angelique Kerber. A Wimbledon arriva al terzo, fermata ancora da Henin. A Cincinnati centra i quarti di finale per la terza volta in stagione bloccata da Anna Čakvetadze. Conquista finalmente le semifinali a Forrest Hills, dove trova una dominante Virginie Razzano. Delude le aspettative agli US Open, uscendo al primo turno. Al WTA di Tashkent raccoglie un'altra semifinale, stavolta contro Viktoryja Azaranka. Termina l'anno al n°55 del mondo.
Doppio
In coppia con Elena Lichovceva vince il torneo di Hobart, sconfiggendo in finale le spagnole Medina Garrigues/Ruano Pascual. Escono subito all'Australian Open. In seguito raggiungono la seconda finale dell'anno ad Anversa, dove si arrendono alle vincitrici del major australiano Black/Huber. Le due decidono di separarsi dopo Miami, dove escono al secondo turno; Vesnina decide quindi di giocare con Vera Duševina, con la quale disputa solo due tornei (Ponte Vedra Beach e Charleston), in cui non raggiungono la semifinale. Decide quindi di tornare a fare coppia con Lichovceva, con cui raggiunge subito la finale a Varsavia: nella circostanza, le due russe vengono sconfitte da Perebyjnis/Duševina. Dopo un primo turno al Roland Garros, le due si separano definitivamente per il resto dell'anno. Vesnina non trova più nessun risultato ragguardevole in stagione, escluso un terzo turno a Wimbledon centrato con Marija Kirilenko e una semifinale a Stoccolma ottenuta con Duševina. Termina l'anno al n°45 del mondo, facendo segnare però un best-ranking al n°22 del mondo il 14 maggio, dopo la finale a Varsavia.

### 2008 - primo titolo Tier I in doppio e top-20
Ad Hobart centra i quarti di finale contro Vera Zvonarëva. Agli Australian Open approda al terzo turno contro Marija Šarapova. Dopo alcune uscite premature a Doha, Dubai e Indian Wells, si riprende a Miami, dove batte Lichovceva, Szávay e Harkleroad, raggiungendo i suoi primi ottavi di finale in un Tier I. Al quarto turno, perde ancora dalla n°1 del mondo Justine Henin. A Ponte Vedra elimina la top-15 Patty Schnyder prima degli ottavi dove trova Alizé Cornet a fermarla. Sulla terra, non ottiene alcun risultato di riguardo, uscendo all'esordio in molti tornei. Sull'erba, dopo un primo turno a 's-Hertogenbosch, ottiene il secondo turno a Wimbledon, perso contro Rodina. Sul cemento americano non va meglio. 
Termina l'anno in peggioramento nel ranking, al n°78 del mondo.
Doppio
Gioca la prima parte dell'anno assieme a Petrova, con cui aveva gareggiato in Fed Cup: le due non vanno mai oltre il secondo turno nei quattro tornei disputati (Australian Open, Gold Coast, Doha e Dubai). A Indian Wells, decide di fare coppia con Dinara Safina: le due conquistano ili titolo, battendo in finale Zheng/Yan. Per Vesnina è il primo titolo in un Tier I. Con Azaranka disputa la semifinale a Ponte Vedra e a Charleston. Torna con Safina solamente per giocare il torneo di Berlino fermandosi ai quarti contro Stubbs/Peschke. Per il Roland Garros e Wimbledon decide di fare coppia con Vera Zvonarëva: in entrambi gli impegni, non vanno oltre il secondo turno. Fanno meglio a Stanford, dove centrano la finale, persa contro Black/Huber. Le due ottengono poi i quarti alla Rogers Cup (persi ancora da Black/Huber) prima di trasferirsi a Pechino, dove approdano ai quarti, persi contro le sorelle Williams. In finale di anno la coppia russa non va mai oltre il secondo turno (compreso lo US Open). 
Chiude l'anno al n°18 del mondo, suo nuovo best ranking nella specialità.

### 2009 - le prime finali WTA, gli ottavi a Wimbledon in singolare; la prima finale slam in doppio
Inizia l'anno ad Auckland, raggiungendo la sua prima finale WTA dopo aver sconfitto nel suo percorso la n°12 del mondo Caroline Wozniacki. Qui viene fermata da Elena Dement'eva. Agli Australian Open esce all'esordio. Si qualifica poi per il tabellone principale di Dubai, dove supera Li Na e la n. 7 del mondo Kuznecova, approfitta del ritiro di Dominika Cibulková per poi arrendersi a Kaia Kanepi. Ben figura anche a Indian Wells, dove arriva al terzo turno. Stesso risultato anche a Ponte Vedra Beach, dove si impone su Shuai Peng e Cibulková, prima di essere fermata da Wozniacki.
Dà il via alla stagione su terra a Charleston dove raggiunge i quarti di finale contro Lisicki. Si qualifica per il main draw di Madrid dove elimina le due francesi Cornet e Razzano prima di cedere alla n°4 in classifica, Jelena Janković. Chiude la stagione su terra con un secondo turno al Roland Garros, sconfitta da Szávay. Sull'erba trova un grande risultato a Wimbledon, dove batte Wickmayer, Duševina, Cibulková per la terza volta in stagione, prima di essere fermata da Dement'eva.
Il cemento americano non regala particolari soddisfazioni nelle prime tre uscite: centra un secondo turno a Los Angeles (vendicandosi su Szavay, a cui lascia un solo gioco) e due sconfitte all'esordio a Cincinnati e alla Rogers Cup. Si presenta poi a New Haven dove supera Gisela Dulko, Samantha Stosur, Anna Čakvetadze e in semifinale rimonta un set di svantaggio ad Amelie Mauresmo. Accede così alla sua seconda finale in carriera, la prima a livello premier, dove viene sconfitta dalla danese Wozniacki. Agli US Open raggiunge il terzo turno, fermata da Vera Zvonarëva. Ottiene l'ultimo risultato rilevante di stagione a Tokyo, dove, dopo aver battuto Martinez Sanchez e Vinci, si ritira contro Janković agli ottavi. 
Termina l'anno al n°24 del mondo (con best ranking al n°22).
Doppio
Durante la stagione cambia diverse partner: con Szavay ottiene il terzo turno all'Australian Open e con Niculescu i quarti a Dubai. Con Azarenka dopo i quarti a Madrid perdono dalla coppia Medina Garrigues/Ruano Pascual la prima finale slam a Parigi, dopo aver sconfitto coppie accreditate come Zheng/Yan e Hsieh/Peng nel loro percorso. Ottengono anche un terzo turno a Wimbledon. Assieme a Marija Kirilenko raggiunge i quarti di finale agli US Open. Grazie all'ottima annata, termina la stagione al n°22 del mondo con un best-ranking, al n°15.

### 2010 - 3° e 4° finale WTA in singolare; prima finale slam in doppio
L'inizio di anno non è particolarmente brillante: non difende la finale di Auckland fermandosi al secondo turno come negli altri quattro tornei giocati (Australian Open compreso). A Miami raggiunge gli ottavi, dove si arrende a Jelena Janković. Il primo risultato positivo della stagione giunge a Ponte Vedra Beach, dove conferma la semifinale colta nel 2009, perdendo da Caroline Wozniacki, n°2 del mondo. Dopo gli ottavi a Charleston infila sei sconfitte consecutive al primo turno (compresi gli Slam di Parigi e Wimbledon). Prova a riprendersi a Istanbul dove elimina in semifinale Andrea Petković, accedendo alla sua prima finale stagionale, la terza in carriera, durante la quale si arrende a Pavljučenkova. A Cincinnati, batte la n°8 del mondo Francesca Schiavone; per cedere agli ottavi ad Ana Ivanović. Perde al primo turno degli US Open. Si presenta come sempre in forma a Tashkent, vincendo nettamente su Curenko, Savčuk e Kustova. Imponendosi su Monica Niculescu in semifinale approda alla quarta finale della carriera e, come nelle tre precedenti, non riesce a conquistare il titolo. A Pechino, dopo un successo su Szávay in tre set, sconfigge Marija Šarapova per la prima volta in carriera, col punteggio di 7–6(3), 6–2. Agli ottavi, si arrende a Timea Bacsinszky.
Termina il 2010 al n°53 del mondo, perdendo quasi 30 posti rispetto a fine 2009.
Doppio
Gioca gli Australian Open con Zheng: le due non vanno oltre il terzo turno, battute da Yan/Mattek-Sands. A Parigi fa coppia con Cara Black, ma non fanno meglio, fermate da Peschke/Srebotnik. A Wimbledon prova a fare coppia con Vera Zvonarëva: le due giungono in finale (la prima per entrambe sui prati inglesi) riuscendo a battere due coppie accreditate come le sorelle Williams ai quarti, e Dulko/Pennetta. Alla prima finale major in carriera la coppia russa è sconfitta dal duo King/Švedova. Nell'ultimo slam stagionale, lo US Open, si fermano ai quarti di finale.
Termina l'anno al n°23 del mondo.

### 2011 - 5ª finale WTA in singolare; 2 titoli e seconda finale slam in doppio
La trasferta oceanica non regala buoni risultati: solo due secondi turni (ad Auckland e Hobart  e un'uscita al primo turno degli Australian Open. Male anche a Parigi e Dubai, Indian Wells e a Doha dove non passa le qualificazioni. A Miami ottiene il primo risultato positivo di stagione raggiungendo gli ottavi di finale. A Charleston da inizio alla stagione su terra superando agli ottavi la n°5 del mondo, Samantha Stosur, la tedesca Görges ai quarti, e la cinese Peng in semifinale. Alla sua quinta finale, la seconda a livello Premier e la prima su terra trova la n°1 del mondo Caroline Wozniacki, che la sconfigge. La russa perde così la sua quinta finale su cinque disputate. Nel resto della stagione sul mattone tritato ottiene gli ottavi di finale a Roma dopo aver eliminato la n°11 del mondo Agnieszka Radwańska, delude al Roland Garros dove esce al primo turno, battuta dalla qualificata Soler Espinosa.
Sull'erba di Wimbledon esce al secondo round. Da luglio a metà ottobre non ottiene risultati eccellenti, uscendo sempre al primo o secondo turno nei sette tornei disputati (US Open compreso, dove viene eliminata al primo turno da Rus). Nell'ultimo evento annuale della Kremlin Cup approda in semifinale (la seconda nel 2011 in un Premier) in cui cede alla futura campionessa Cibulková in due netti parziali. Termina l'anno al n°57 del mondo.
Doppio
Dopo un secondo turno con Zvonarëva agli Australian Open decide di giocare con l'indiana Mirza: le due, dopo i quarti a Doha e Dubai vincono il primo titolo assieme a Indian Wells senza cedere alcun set e battendo la coppia Mattek-Sands/Shaughnessy in finale. Bissano il successo a Charleston sconfiggendo lo stesso duo. Dopo i quarti a Madrid prendono parte al loro primo slam assieme, il Roland Garros, dove superano i primi tre turni e poi, ai quarti, eliminano le n°1 del seeding Dulko/Pennetta. In semifinale sconfiggono Huber/Raymond., Alla prima finale slam di coppia (la seconda per Vesnina) si arrendono alle ceche Hlaváčková/Hradecká in due set. A Wimbledon, la coppia russo-indiana riesce ad arrivare in semifinale, dove vengono eliminate da Peschke/Srebotnik. A fine anno assieme a Marina Eraković, vince il suo 6º titolo WTA a Linz. Termina l'anno al n°10 del mondo, riuscendo a posizionarsi in nona piazza come suo best-ranking.

### 2012: finale singolare a Budapest; vittorie nel doppio a Pechino e a Mosca
Vesnina inizia l'anno ad Auckland, dove raggiunge i quarti battendo la testa di serie n°6 Vinci. Tra le ultime otto, si arrende a Flavia Pennetta. Ad Hobart e agli Australian Open esce all'esordio, sconfitta da Kerber in Tasmania e da Dubois nel major. Non va meglio a Doha e Dubai: in Qatar cede di schianto a Niculescu al primo turno (1–6, 0–6), mentre negli Emirati non passa le qualificazioni. A Indian Wells raggiunge il secondo turno contro McHale. A Miami va fuori al primo turno, mentre a Charleston viene estromessa al secondo da Serena Williams. Ad aprile arriva in finale nel torneo di Budapest, dove perde da Sara Errani. Il resto della stagione su terra non regala più soddisfazioni alla tennista di Leopoli, che esce all'esordio sia a Madrid (contro Serena Williams) che a Parigi (sorpresa dalla qualificata Watson). Sull'erba si spinge fino gli ottavi a Birmingham, perde al primo turno da Kerber ad Eastbourne, mentre a Wimbledon riesce a eliminare la cinque volte campionessa del torneo Venus Williams, prima di arrendersi alla futura finalista Agnieszka Radwańska. Agli US Open raggiunge il secondo round, dove viene estromessa dalla connazionale Ekaterina Makarova. Dopo un'uscita immediata a Quebec City, supera le qualificazioni al Cina Open accendendo al tabellone principale dove elimina al secondo turno Tamira Paszek, ma si ferma agli ottavi contro la n°1 del mondo Azarenka. Esce all'esordio a Mosca prima di partecipare all'ITF 100K di Poitiers dove raggiunge la finale in cui cede alla portoricana Monica Puig. Termina il 2012 al n°69 del mondo.
Doppio
Decide di continuare la partnership con Sania Mirza: dopo una semifinale a Auckland, le due partecipano all'Australian Open: ai quarti vincono una battaglia in tre set contro Huber/Raymond, per poi essere eliminate in semifinale da Kuznecova/Zvonarëva. Successivamente raggiungono la prima finale annuale a Dubai, dove Huber/Raymond le battono nettamente. In marzo Vesnina/Mirza riescono a confermare la finale colta un anno prima a Indian Wells:ma non bissano il titolo, cedendo nuovamente a Huber/Raymond. Dopo alcune sconfitte premature, Vesnina decide di giocare con la connazionale Ekaterina Makarova. Le due raggiungono la finale nel primo torneo giocato a Madrid: cedendo a Vinci/Errani nel super-tiebreak. La settimana dopo replicano risultato e opponenti anche nella finale di Roma, e sono sempre le italiane a fermarle al Roland Garros, stavolta ai quarti di finale. A Wimbledon non si spingono oltre il risultato di Parigi fermate questa volta dalla coppia Huber/Raymond. In seguito partecipano al torneo olimpico di Londra: battono nettamente Wolfe/Rodionova e Grönefeld/Görges prima di arrendersi nuovamente a Huber/Raymond in due set. Agli US Open, le russe vengono eliminate da Lisicki/Peng al terzo turno. A Pechino, Vesnina/Makerova vincono il loro primo titolo assieme, sconfiggendo Llagostera Vives/Mirza con un doppio 7–5. La settimana successiva, le due ottengono il secondo titolo stagionale nella Kremlin Cup, superando in finale le connazionali Petrova/Kirilenko per [10–8] al super-tiebreak. Dopo l'ottima annata, termina al n°9 del mondo.

### 2013 - il primo titolo WTA e il primo a livello Premier; primo slam vinto e top-5 in doppio
La russa inizia l'anno ad Auckland dove raggiunge i quarti di finale battendo la wild-card Bouchard e la n°6 del seeding Švedova. Tra le ultime otto si arrende alla n°4 del mondo Agnieszka Radwańska. Successivamente arriva in finale al torneo di Hobart dopo aver battuto in semifinale Sloane Stephens, e finalmente dopo sei tentativi falliti precedentemente riesce a cogliere il primo titolo nel circuito maggiore, superando Mona Barthel. Subito dopo si presenta all'Australian Open dove riesce a replicare gli ottavi di finale del 2006 battendo Garcia, Lepchenko e Vinci; la sua avventura termina soltanto contro la n°1 del mondo e futura vincitrice, Viktoryja Azaranka. Dopo i quarti contro Kirilenko a Pattaya, raggiunge il terzo turno sia a Indian Wells che a Miami. Sulla terra coglie i quarti a Estoril, perdendo da Anastasija Pavljučenkova in tre set. In seguito va incontro a tre sconfitte di fila al primo turno, tra Madrid, Roma e Roland Garros. Si presenta poi a Eastbourne, dove all'esordio elimina la n°12 del mondo Ana Ivanović e poi la padrona di casa Heather Watson. Ai quarti sconfigge la n°6 del mondo Li Na in due set, facendo segnare la sesta vittoria in carriera su una top-10. In semifinale estromette la belga Yanina Wickmayer, approdando all'ottava finale in carriera, la terza a livello Premier e la prima sull'erba. Nella circostanza lascia tre giochi alla qualificata Hampton, vincendo il suo secondo titolo in carriera e stagionale. Grazie a questo successo, la russa entra nella top-30 mondiale, al n°22 del mondo, eguagliando il suo best-ranking raggiunto nel 2009. A Wimbledon raggiunge il secondo turno, sconfitta dalla futura finalista Sabine Lisicki. Nella tournée su cemento americana centra i quarti di finale a New Haven battendo la n°10 del mondo Angelique Kerber al secondo turno e perdendo successivamente da Koukalová. Raggiunge anche il terzo turno a Cincinnati. Agli US Open viene sconfitta al secondo turno da Karin Knapp. Alla fine dell'anno si qualifica per il master di secondo livello di Sofia, dove è inserita nel gruppo Sredets: la russa vince su Ivanović al tie-break del terzo set e poi si impone in tre parziali su Cvetana Pironkova. Nell'ultima giornata viene battuta da Samantha Stosur, terminando terza nel gruppo e non qualificandosi per la semifinale. Termina l'anno al n°25 del mondo.
Doppio
Continua la partnership con Ekaterina Makarova: le due iniziano l'anno cogliendo la semifinale all'Australian Open, dove si arrendono a Vinci/Errani. Successivamente vincono il titolo ad Indian Wells battendo in finale Peschke/Srebotnik per [10–6] al super-tiebreak. Dopo questo successo vanno incontro a una leggera fase negativa, ottenendo soltanto due quarti a Miami e Madrid. Si presentano poi al Roland Garros dove estromettono in semifinale Hlaváčková/Hradecká arrivando così alla loro prima finale slam assieme. Nella circostanza sconfiggono le campionesse in carica Errani/Vinci conquistando il loro primo major in carriera senza cedere un set nell'intero torneo. Sono inoltre la prima coppia interamente russa a vincere il Roland Garros, la seconda proveniente dall'ex-URSS dopo Zvereva/Neiland nel 1989. Sull'erba ottengono una semifinale a Eastbourne e solo il terzo turno a Wimbledon, battute da Janković/Lučić-Baroni, che si prendono la rivincita sulla sconfitta di Parigi. Sul cemento americano colgono dei solidi risultati: due semifinali a Toronto e Cincinnati e i quarti agli US Open (eliminate da Barty/Dellacqua). Grazie all'ottima stagione si qualificano per le WTA Finals di Istanbul dove centrano la finale estromettendo Errani/Vinci. Nella circostanza vengono superate da Hsieh/Peng in due set. Vesnina chiude l'anno al n°5 del mondo, riuscendo a toccare la quarta posizione come best-ranking.

### 2014 - titolo a New York, finale in Australia e top-3 in doppio
Inizia l'anno con una serie di primi e secondi turni nei vari tornei su cemento ad eccezione dei quarti di finali raggiunti a Pattaya, dove cede a Görges. Si sposta poi sulla terra raccogliendo un terzo turno a Charleston contro la sorpresa del torneo, Jana Čepelová. In seguito si spinge fino alle semifinali nel torneo dell'Estoril Open dove si arrende a Svetlana Kuznecova che le lascia quattro giochi. Il resto della stagione su terra non le regala buoni risultati, poiché raccoglie solo due vittorie in quattro tornei giocati. Sull'erba di Eastbourne non riesce a difendere il titolo, uscendo di scena al secondo turno contro Madison Keys. Dopo un altro secondo turno a Wimbledon (battuta da Strycová), non supera le qualificazioni della Rogers Cup. Ripescata come lucky-loser, riesce a sconfiggere Camila Giorgi al tie-break del terzo set per poi arrendersi contro la compagna di doppio Ekaterina Makarova. Dopo non aver passato le qualificazioni a Cincinnati, riesce a trovare un terzo turno agli US Open (contro Azarenka) eguagliando il suo miglior risultato raggiunto qui nel 2009. A livello di ranking, termina l'anno al n°65 del mondo.
Doppio
Vesnina/Makarova iniziano l'anno disputando l'Australian Open dove si spingono sino alla finale che perdono contro le italiane Vinci/Errani. In seguito, le russe non ottengono ottimi risultati fino a Miami, dove centrano la seconda finale perdendo contro-pronostico da Hingis/Lisicki per [5–10] al super-tiebreak. La stagione su terra si rivela disastrosa: escono al secondo turno a Madrid e ai quarti di Roma. A Parigi, dove difendevano il titolo, vengono sorprendentemente eliminate al secondo turno da Coin/Parmentier. Anche la stagione su erba è avara di buoni risultati: le due vengono estromesse subito ad Eastbourne (da Hingis/Pennetta), e da Görges/Grönefeld al terzo turno di Wimbledon. Sul cemento americano raggiungono i quarti alla Rogers Cup e poi il secondo turno a Cincinnati. Si presentano così agli US Open senza nessun titolo stagionale all'attivo. Dopo due comodi successi ai primi turni, battono in tre set Vania King/Raymond, e le sorelle Williams ai quarti, accedendo alla loro prima semifinale a New York. Nella circostanza sconfiggono Kimiko Date/Strycová in due parziali, approdando alla loro terza finale slam della carriera, la sesta per Vesnina. Nell'incontro valido per il titolo superano in rimonta Hingis/Pennetta vincendo il loro secondo slam assieme e il primo titolo della stagione. Si qualificano così in extremis per le WTA Finals di Singapore, dove sono sconfitte al primo turno da Rodionova/Kudrjavceva. Vesnina termina l'anno al n°7 del mondo, migliorando però il suo best-ranking nel corso della stagione (n°3 dopo la finale di Miami).

### 2015: uscita dalla top-100 in singolare; finale a Wimbledon in doppio
La russa inizia l'anno ad Auckland, dove batte Mladenovic e Konjuh in due set, per poi cedere contro Venus Williams. Esce all'esordio agli Australian Open e a Pattaya mentre a Dubai, dopo essere stata ripescata come lucky-loser, viene eliminata al primo turno da Peng. A Doha si ritira nelle qualificazioni, mentre a Indian Wells perde al secondo round da Makarova. Stessa sorte a Miami, dove viene fermata al secondo ostacolo affrontato, Alizé Cornet. Sulla terra ottiene due risultati di rilievo: i quarti a Strasburgo (sconfitta dalla wild-card Razzano) e per la prima volta in carriera il terzo turno a Parigi, dopo aver estromesso Flipkens e Hercog, entrambe in rimonta; al terzo round si arrende nuovamente a Makarova. Sull'erba non centra nessun successo tra Eastbourne e Wimbledon. Sul cemento americano non si qualifica per i main-draw di Toronto, Cincinnati e New Haven, mentre agli US Open esce al secondo turno, contro Petković. Nell'ultima parte dell'anno, su cinque tornei giocati, ottiene solo una vittoria. A livello di ranking, Vesnina scende al n°111 del mondo, uscendo dalla top-100 per la prima volta dal 2005.
Doppio
Vesnina/Makarova non difendono la finale all'Australian Open, fermandosi ai quarti contro Mattek-Sands/Šafářová in tre set. In seguito, centrano i quarti a Dubai e la semifinale a Doha, nella quale cedono nettamente a Atawo/Spears. Ad Indian Well, le russe colgono la prima finale stagionale, perdendo solo un set nel loro percorso: tuttavia, nell'ultimo incontro si arrendono a Hingis/Mirza. A Miami replicano lo stesso risultato e avversarie in finale. Sulla terra, trovano i quarti a Madrid e tornano dopo due anni in semifinale al Roland Garros: a differenza di quanto successo nel 2013 però, le due non accedono alla finale, fermate da Švedova/Dellacqua. Dopo una semifinale a Eastbourne, Makarova/Vesnina giocano a Wimbledon, dove assieme non sono mai andate oltre i quarti di finale. Questa volta le russe superano in scioltezza i primi tre turni e poi aggirano l'ostacolo dei quarti sconfiggendo Black/Raymond. In semifinale, battono Babos/Mladenovic in tre set, approdando alla prima finale di coppia sui prati britannici. Nella circostanza trovano Hingis/Mirza, da cui hanno sempre perso nel 2015; nonostante questo match sia molto più combattuto dei precedenti ottengono lo stesso risultato. Il cemento americano non regala alcun risultato di rilievo a Vesnina (che non gioca l'ultima parte di anno con Makarova) non riuscendo a difendere il titolo allo US Open (fermata al secondo turno da Bouchard), ma trionfando a Mosca assieme alla connazionale Kasatkina, con cui conquista l'unico titolo di doppio del 2015. A livello di ranking chiude l'anno in discesa, al n°8 delle classifiche.

### 2016: semifinale a Wimbledon e nona finale WTA in singolare; oro olimpico e trionfo alle WTA Finals in doppio
Inizia l'anno a Brisbane, dove passa il tabellone delle qualificazioni, per poi perdere al primo turno del tabellone principale da Azaranka. Non accede al main draw degli Australian Open per la prima volta dal 2005; dopo un secondo turno a San Pietroburgo (sconfitta dalla qualificata Kozlova) prende parte al Premier di Doha, dove passa le quali battendo Ons Jabeur e Naomi Broady; nel tabellone principale, estromette Caroline Garcia e si impone sulla n°4 del mondo Simona Halep, centrando l'ottava vittoria in carriera su una top-10. Agli ottavi elimina Wozniacki (che non batteva dal 2009), approdando ai quarti di finale di un torneo WTA dopo quasi un anno di distanza; nella circostanza, perde da Carla Suárez Navarro. Grazie all'ottimo risultato, rientra in top-100. A Miami si qualifica (a differenza di Indian Wells) e poi supera al primo turno Čepelová, al secondo batte Venus Williams, riportandosi avanti negli scontri diretti contro la maggiore delle sorelle Williams (3-2), mentre al terzo incontro viene eliminata da Johanna Konta al tie-break del terzo set.
In seguito entra nel tabellone principale del torneo di Charleston, dove inaugura la stagione su terra, superando al secondo turno la n°10 del mondo Belinda Bencic, ottenendo la seconda vittoria stagionale contro una top-10. Batte in semifinale l'italiana Sara Errani, accedendo alla sua nona finale WTA in carriera, la quarta a livello Premier e la seconda a Charleston, dopo quella persa nel 2011; nella circostanza, la russa si arrende a Sloane Stephens.
Il resto della stagione su terra non regala particolari sussulti con i quarti a Strasburgo (persi contro la lucky loser Razzano) e due secondi turni a Madrid e Parigi. A Eastbourne dà il via alla parentesi stagionale erbivora battendo al secondo turno Bencic, n°8 del mondo, prima di fermarsi contro Karolína Plíšková ai quarti. La settimana successiva si presenta a Wimbledon dove nelle ultime sei partecipazioni non è mai andata oltre il secondo turno. Al primo round prevale su Tamira Paszek, mentre al secondo sconfigge Andrea Petković. Supera agli ottavi la compagna di doppio Ekaterina Makarova, mentre lascia appena quattro giochi all'ex top-10 Dominika Cibulková, accedendo alla sua prima semifinale di Wimbledon, quinta tennista russa a raggiungere tale traguardo nel nuovo millennio dopo Šarápova, Safina, Dement'eva e Zvonarëva. Nell'incontro viene sconfitta dalla futura campionessa Serena Williams. Grazie allo strepitoso risultato la russa entra fra le prime 30 al mondo in classifica, al n°24. Dopo un primo turno a Montréal, partecipa al torneo di New Haven, dove batte Camila Giorgi e approfitta del ritiro di Kontaveit prima di uscire ai quarti contro Elina Svitolina. Agli US Open vince su Kontaveit e poi lascia 3 giochi ad Annika Beck, ma al terzo turno viene eliminata da Suárez Navarro. Il finale di stagione non riserva grandi risultati a Vesnina, che coglie due primi turni e un secondo turno. Grazie alla buona stagione, si qualifica per il master di secondo livello di Zhuhai, dove gareggia nel gruppo Rosa con Svitolina e Bertens: la russa batte l'olandese, ma cede all'ucraina, non raggiungendo la semifinale. Termina il 2016 con il suo nuovo best-ranking, al n°16 del mondo.
Doppio
Gioca i primi due tornei con Pavljučenkova: agli Australian Open escono al terzo turno, a San Pietroburgo sono battute ai quarti da Hingis/Mirza. In seguito, in coppia con Kasatkina, ottengono la semifinale a Doha (sconfitte da Chan/Chan) come miglior risultato. A Madrid Vesnina torna con la storica compagna Makarova, con cui raggiunge la semifinale nella capitale spagnola (persa da Garcia/Mladenovic) e poi la prima finale del 2016 a Roma, dove cedono al super-tiebreak a Hingis/Mirza. La settimana successiva le due russe si presentano al Roland Garros dove raggiungono la quinta finale slam assieme (l'ottava complessiva per Vesnina) perdendo solo un set al terzo turno. Nell'incontro valido per il titolo le due si arrendono alle padrone di casa Garcia/Mladenovic. A Wimbledon la coppia esce ai quarti contro le future campionesse Venus e Serena Williams. A Montréal conquistano il primo titolo stagionale senza cedere un set e battendo Halep/Niculescu in finale. In agosto si recano a Rio de Janeiro, dove partecipano al torneo olimpico rappresentando la Russia: superano in semifinale le ceche Šafářová/Strycová in due set, accedendo all'incontro per l'oro che conquistano battendo le svizzere Bencic/Bacsinszky, prima volta nella storia del tennis olimpico russo nel doppio femminile. Le due poi volano a New York per lo Slam, dove si arrendono in semifinale contro Šafářová/Mattek-Sands. Chiudono la stagione alle WTA Finals di Singapore dove, dopo aver disposto di Hlaváčková/Hradecká, riescono finalmente a battere Hingis/Mirza dopo cinque sconfitte, accedendo alla terza finale dell'anno. Nella circostanza le russe si impongono su Šafářová/Mattek-Sands, conquistando il secondo titolo del 2016 e diventando la seconda coppia interamente russa a trionfare nel torneo dopo Kirilenko/Petrova nel 2012. Vesnina termina l'anno al n°6 delle classifiche mondiali.

### 2017: il trionfo a Indian Wells e la top-15 in singolare; vittoria a Wimbledon in doppio
Dopo due primi turni a Brisbane e Sydney, trova i primi successi annuali all'Australian Open, dove supera Bogdan e Minella prima di essere sorpresa al terzo turno dalla qualificata Brady. A San Pietroburgo centra il primo quarto del 2017, dove si arrende alla n°5 del mondo Cibulková. A Doha si ferma contro Davis al secondo round, mentre a Dubai viene eliminata da Konjuh ai sedicesimi. Si presenta poi ad Indian Wells, dove in carriera non è mai andata oltre il terzo turno. Riesce a battere agli ottavi la n°2 del mondo Angelique Kerber, mentre ai quarti estromette Venus Williams, accedendo alla prima semifinale in un Premier Mandatory. Nella circostanza lascia sette giochi a Kiki Mladenovic, per disputare la sua decima finale WTA della carriera dove trova la connazionale Kuznecova su cui riesce a prevalere, vincendo la finale più lunga della storia femminile del torneo (3 ore e 4 minuti), e conquistando il terzo titolo della sua storia tennistica in singolare. È inoltre la terza russa di sempre a conquistare il torneo californiano, dopo Šarápova e Zvonarëva. Grazie al trionfo Vesnina sale al n°13 del mondo, suo best-ranking.
Successivamente perde al primo incontro sia a Miami che a Charleston. La stagione su terra non regala grandi risultati alla tennista di Leopoli, che ottiene un terzo turno al Roland Garros come miglior risultato. Sull'erba non replica né i quarti a Eastbourne, né la semifinale a Wimbledon: nel premier britannico esce agli ottavi contro Wozniacki, mentre ai Championships viene eliminata da Azarenka al secondo turno. Anche sul cemento americano non arrivano risultati confortanti: trova due secondi turni a Toronto e Cincinnati e un primo turno a New Haven; solo agli US Open mette in fila due vittorie (su Blinkova e Flipkens) prima di capitolare contro Madison Keys. In Cina coglie un terzo turno a Wuhan (perso contro Sakkari) e a Pechino (fermata da Svitolina). Anche nel 2017 riesce a qualificarsi per il master di secondo livello di Zhuhai, dove è inserita nel gruppo Bouganvillea con Vandeweghe e Peng: dopo aver perso dall'americana, si ritira nella partita contro la padrona di casa, terminando l'anno al n°18 del mondo.
Doppio
Makarova/Vesnina arrivano in finale a Brisbane, dove cedono a Mattek-Sands/Mirza in due set. Agli Australian Open escono ai quarti contro Hlaváčková/Peng. A Dubai vincono il primo titolo dell'anno (e il 10° assieme), prendendosi la rivincita su Hlaváčková/Peng in finale. Ad Indian Wells giungono fino alla semifinale, dove sono fermate dalle ceche Siniaková/Hradecká. A Miami non vanno oltre i quarti, eliminate da Dabrowski/Xu. Sulla terra difendono la finale di Roma, dove non riescono a vincere il titolo contro Chan/Hingis; al Roland Garros non riescono a difendere la finale, cedendo ai quarti a Siniaková/Hradecká. Sull'erba dopo i quarti a Eastbourne, prendono parte al torneo di Wimbledon: arrivano ai quarti senza perdere set contro. Qui battono le australiane Barty/Dellacqua mentre in semifinale sconfiggono Grönefeld/Peschke, accedendo alla seconda finale sui prati inglesi dopo quella persa del 2015 e alla loro 6ª finale slam assieme. Nell'ultimo turno le russe rifilano un doppio 6–0, 6–0 al duo Chan/Niculescu, vincendo la finale col punteggio più netto della storia del torneo di doppio femminile; le due conquistano il terzo titolo major della carriera, il n°11 insieme. Successivamente Makarova/Vesnina riescono a trionfare alla Rogers Cup di Toronto, battendo Grönefeld/Peschke in finale. Agli US Open la striscia di match vinti consecutivamente delle russe si ferma a 12, in quanto vengono fermate da Klepac/Martinez Sanchez al terzo turno. Nel finale di stagione raggiungono la semifinale a Pechino e poi giocano le WTA Finals di Singapore, dove difendono il titolo: dopo aver sconfitto Dabrowski/Xu vengono eliminate da Bertens/Larsson in semifinale. Grazie all'eccezionale stagione, Vesnina chiude l'anno al n°3 del mondo, suo best ranking nella specialità.

### 2018: il n°1 del mondo in doppio e la gravidanza
La russa inizia la stagione uscendo al secondo turno sia a Sydney, contro Cibulková, che Agli Australian Open, da Naomi Ōsaka. A San Pietroburgo e Doha viene eliminata al primo turno. A Dubai si impone su Peng e poi sconfigge la n°6 del mondo Jelena Ostapenko in due set, accedendo al primo quarto di finale stagionale. Nella circostanza viene estromessa dalla connazionale Kasatkina. Ad Indian Wells dove difendeva il trionfo del 2017, viene battuta al terzo turno da Angelique Kerber. A Miami viene superata al secondo turno da Konjuh. Su terra raccoglie il terzo turno a Charleston (perdendo da Kristýna Plíšková) e poi viene eliminata al primo turno a Parigi e Madrid e al secondo a Roma.
Doppio
Makarova/Vesnina iniziano l'anno giocando l'Australian Open: dopo due agevoli vittorie nei primi turni, al terzo turno s'impongono su Siniaková/Krejčíková in tre set e poi battono in rimonta Dabrowski/Xu. In semifinale, prevalgono su Begu/Niculescu, cogliendo la sesta finale major della carriera assieme, la seconda nello slam oceanico. Vincendo anche questo slam, le due diventerebbero la settima coppia della storia a completare il Career Grand Slam. Tuttavia, come successe nella finale del 2014, anche questa volta le russe devono arrendersi alla coppia Babos/Mladenovic. Successivamente centrano la semifinale a Dubai e poi la finale a Indian Wells, dove si arrendono a Hsieh/Strycová al super-tiebreak. Dopo la semifinale di Miami (persa da Barty/Vandeweghe), Makarova/Vesnina vincono il primo titolo annuale a Madrid, vendicandosi in finale su Babos/Mladenovic. L'11 giugno, Vesnina diventa quindi la n°1 del mondo della specialità, posizione che manterrà per un mese. Inoltre col pari merito in vetta alla classifica della compagna Makarova, tredicesima coppia a riuscirci, è la prima volta che una russa è numero uno nel doppio da quando vi arrivò Anna Kournikova per la prima volta nel 1999.
A inizio ottobre, annuncia di essere in dolce attesa e il 21 novembre dà alla luce una bambina, Elizabeth ritirandosi di fatto dalle competizioni già dall'ultimo Roland Garros disputato.

### 2021: il ritorno in campo, la finale a Wimbledon nel doppio e la medaglia d'argento a Tokyo nel misto
Nel gennaio 2021, Vesnina annuncia il ritorno in campo, ufficiosamente per difendere la medaglia olimpica vinta a Rio. Si presenta a Doha in doppio con Laura Siegemund: le due escono di scena ai quarti di finale. In singolare, torna a gareggiare a Madrid, dove rimedia una sconfitta al primo turno contro Kudermetova. A Roma non si qualifica al main-draw, perdendo subito da Siegemund. Vesnina torna a disputare uno slam al Roland Garros, dove trova la prima vittoria post-rientro contro Havarcova; al secondo turno approfitta del walk-over di Petra Kvitová, approdando al terzo turno di uno slam a quattro anni dall'ultima volta (Open di Francia 2017); nella circostanza, cede a Elena Rybakina. Partecipa poi a Wimbledon, dove capitola contro Coco Gauff. Infine, gioca alle Olimpiadi di Tokyo, dove si impone su Ostapenko in tre set prima di perdere da Camila Giorgi.
Doppio
Dopo il già citato quarto di Doha, ottiene quattro quarti di finale consecutivi con Zvonarëva (San Pietroburgo, Istanbul, Madrid e Roma).  Al Roland Garros, decide di giocare con Veronika Kudermetova. Le due escono al primo turno contro Friedsam/Xu, come avviene anche al successivo torneo di Eastbourne: in due match assieme non hanno vinto nemmeno un set; si spostano poi a Wimbledon, dove colgono una serie prolungata di vittorie prestigiose prima contro Pavljučenkova/Rybakina; al secondo turno battono Mattek-Sands/Mirza, agli ottavi si impongono su Gauff/McNally. Vesnina torna nei quarti di uno slam in doppio dopo l'Australian Open 2018: tra le ultime otto coppie, le russe riescono a sconfiggere la coppia n°1 del mondo Siniaková/Krejčíková in rimonta. In semifinale, vincono un'altra battaglia contro le outsider Dolehide/Sanders; Vesnina riesce così a qualificarsi in modo assolutamente sorprendente nello stesso anno del ritorno alle competizioni, ottenendo la sua 11ª finale major, quarta sui prati inglesi. Nell'incontro valido per il titolo, Kudermetova/Vesnina incrociano Hsieh/Mertens a cui cedono il titolo dopo aver avuto anche un match point a loro favore. Le due russe decidono poi di giocare il torneo olimpico a Tokyo: battono Friedsam/Siegemund, Bertens/Schuurs e le sorelle Kičenok; in semifinale, ritrovano le ceche Siniaková/Krejčíková, sconfitte poco tempo prima a Wimbledon: in questo caso, le n°1 del mondo si prendono la loro rivincita, sconfiggendo Vesnina/Kudermetova. Nella finale per il bronzo, affrontano le sorprese brasiliane Pigossi/Stefani a cui si arrendono, dovendosi così accontentare del quarto posto finale.
Partecipa al doppio misto assieme al connazionale Aslan Karacev: al primo turno, eliminano la coppia n°1 del seeding Mladenovic/Mahut, mentre nei quarti battono Świątek/Kubot. In semifinale si impongono su Stojanović/Đoković, accedendo alla finale per l'oro. Nella circostanza Vesnina/Karacev si arrendono ai connazionali Pavljučenkova/Andrej Rublëv. Vesnina riesce comunque a vincere l'argento, la sua seconda medaglia olimpica dopo l'oro in doppio a Rio 2016. Nel corso dell'anno entrambe le medaglie olimpiche vengono rubate in casa dell'atleta russa per esserle poi misteriosamente recapitate all'interno di una scatola di cioccolatini due mesi dopo.

### 2024: secondo ritorno in campo e ritiro
A fine 2023 Vesnina annuncia il suo secondo ritorno in campo per salutare in un tour finale, cosa che non ha potuto fare nel 2021 a causa della tassante impresa alle olimpiadi di Tokyo che le aveva causato diversi fastidi e di un infortunio accidentale al braccio prima, e della gravidanza e nascita della secondogenita Anna dopo, ma anche per disputare le Olimpiadi parigine, dove è stata assicurata la sua partecipazione dalla stessa ITF e in cui dovrebbe fare in coppia con Ekaterina Aleksandrova. Decide di non riaprire la carriera in singolare, partecipando solo nel doppio, prima a Madrid e poi Roma dove esce subito contro coppie quotate. Al Roland Garros fa leggermente meglio vincendo il suo primo incontro insieme ad Anna Kalinskaya, e poi cambiando ancora compagna nei successivi due tornei su erba in coppia con Diana Šnaider con cui perde all'esordio a Bad Homburg e bissa il risultato dello Slam parigino a Wimbledon, cogliendo un secondo turno. Alle Olimpiadi di Parigi in coppia con Alexandrova, vengono eliminate al primo turno dalla coppia ceca Muchova/Noskova.
Il 21 novembre 2024, Elena Vesnina annuncia il ritiro dal tennis professionistico.

## Statistiche WTA

### Singolare

#### Vittorie (3)
| Legenda               |
| --------------------- |
| Grande Slam (0)       |
| Ori Olimpici (0)      |
| WTA Finals (0)        |
| Premier Mandatory (1) |
| Premier 5 (0)         |
| Premier (1)           |
| International (1)     |

| N. | Data            | Torneo                                | Superficie | Avversaria in finale | Punteggio        |
| 1. | 12 gennaio 2013 | Moorilla Hobart International, Hobart | Cemento    | Mona Barthel         | 6–3, 6–4         |
| 2. | 22 giugno 2013  | AEGON International, Eastbourne       | Erba       | Jamie Hampton        | 6–2, 6–1         |
| 3. | 19 marzo 2017   | BNP Paribas Open, Indian Wells        | Cemento    | Svetlana Kuznetsova  | 6(6)–7, 7–5, 6–4 |

#### Sconfitte (7)
| Legenda               |
| --------------------- |
| Grande Slam (0)       |
| Argenti Olimpici (0)  |
| WTA Finals (0)        |
| Premier Mandatory (0) |
| Premier 5 (0)         |
| Premier (3)           |
| International (4)     |

| N. | Data              | Torneo                         | Superficie  | Avversaria in finale     | Punteggio     |
| 1. | 10 gennaio 2009   | ASB Classic, Auckland          | Cemento     | Elena Dement'eva         | 4–6, 1–6      |
| 2. | 29 agosto 2009    | Pilot Pen Tennis, New Haven    | Cemento     | Caroline Wozniacki       | 2–6, 4-6      |
| 3. | 30 luglio 2010    | Istanbul Cup, Istanbul         | Cemento     | Anastasija Pavljučenkova | 7–5, 5–7, 4–6 |
| 4. | 25 settembre 2010 | Tashkent Open, Tashkent        | Cemento     | Alla Kudrjavceva         | 4–6, 4–6      |
| 5. | 10 aprile 2011    | Family Circle Cup, Charleston  | Terra verde | Caroline Wozniacki       | 2–6, 3–6      |
| 6. | 5 maggio 2012     | Budapest Grand Prix, Budapest  | Terra rossa | Sara Errani              | 5–7, 4–6      |
| 7. | 10 aprile 2016    | Volvo Car Open, Charleston (2) | Terra verde | Sloane Stephens          | 6(4)–7, 2–6   |

### Doppio

#### Vittorie (19)
| Legenda: Prima del 2009 | Legenda: Dal 2009     |
| ----------------------- | --------------------- |
| Grande Slam (3)         |                       |
| Ori Olimpici (1)        |                       |
| WTA Finals (1)          |                       |
| Tier I (1)              | Premier Mandatory (4) |
| Tier II (0)             | Premier 5 (3)         |
| Tier III (1)            | Premier (3)           |
| Tier IV (1)             | International (1)     |

| N.  | Data             | Torneo                                | Superficie    | Compagna             | Avversarie in finale                           | Punteggio           |
| 1.  | 6 novembre 2005  | Bell Challenge, Québec                | Sintetico (i) | Anastasija Rodionova | Līga Dekmeijere Ashley Harkleroad              | 6(4)–7, 6–4, 6–2    |
| 2.  | 13 gennaio 2007  | Moorilla Hobart International, Hobart | Cemento       | Elena Lichovceva     | Anabel Medina Garrigues Virginia Ruano Pascual | 2–6, 6–1, 6–2       |
| 3.  | 22 marzo 2008    | BNP Paribas Open, Indian Wells        | Cemento       | Dinara Safina        | Yan Zi Zheng Jie                               | 6–1, 1–6, [10–8]    |
| 4.  | 19 marzo 2011    | BNP Paribas Open, Indian Wells (2)    | Cemento       | Sania Mirza          | Bethanie Mattek-Sands Meghann Shaughnessy      | 6–0, 7–5            |
| 5.  | 10 aprile 2011   | Family Circle Cup, Charleston         | Terra verde   | Sania Mirza          | Bethanie Mattek-Sands Meghann Shaughnessy      | 6–4, 6–4            |
| 6.  | 16 ottobre 2011  | Generali Ladies Linz, Linz            | Cemento (i)   | Marina Eraković      | Julia Görges Anna-Lena Grönefeld               | 7–5, 6–1            |
| 7.  | 6 ottobre 2012   | China Open, Pechino                   | Cemento       | Ekaterina Makarova   | Nuria Llagostera Vives Sania Mirza             | 7–5, 7–5            |
| 8.  | 21 ottobre 2012  | Kremlin Cup, Mosca                    | Cemento (i)   | Ekaterina Makarova   | Marija Kirilenko Nadia Petrova                 | 6–3, 1–6, [10–8]    |
| 9.  | 16 marzo 2013    | BNP Paribas Open, Indian Wells (3)    | Cemento       | Ekaterina Makarova   | Nadia Petrova Katarina Srebotnik               | 6–0, 5–7, [10–6]    |
| 10. | 9 giugno 2013    | Open di Francia, Parigi               | Terra rossa   | Ekaterina Makarova   | Sara Errani Roberta Vinci                      | 7–5, 6–2            |
| 11. | 6 settembre 2014 | US Open, New York                     | Cemento       | Ekaterina Makarova   | Flavia Pennetta Martina Hingis                 | 2–6, 6–3, 6–2       |
| 12. | 23 ottobre 2015  | Kremlin Cup, Mosca (2)                | Cemento (i)   | Dar'ja Kasatkina     | Irina-Camelia Begu Monica Niculescu            | 6–3, 6(7)–7, [10–5] |
| 13. | 31 luglio 2016   | Rogers Cup, Montréal                  | Cemento       | Ekaterina Makarova   | Simona Halep Monica Niculescu                  | 6–3, 7–6(5)         |
| 14. | 14 agosto 2016   | Giochi Olimpici, Rio de Janeiro       | Cemento       | Ekaterina Makarova   | Timea Bacsinszky Martina Hingis                | 6–4, 6–4            |
| 15. | 30 ottobre 2016  | WTA Finals, Singapore                 | Cemento (i)   | Ekaterina Makarova   | Bethanie Mattek-Sands Lucie Šafářová           | 7–6(5), 6–3         |
| 16. | 25 febbraio 2017 | Dubai Tennis Championships, Dubai     | Cemento       | Ekaterina Makarova   | Andrea Hlaváčková Peng Shuai                   | 6–2, 4–6, [10–7]    |
| 17. | 15 luglio 2017   | Torneo di Wimbledon, Londra           | Erba          | Ekaterina Makarova   | Chan Hao-ching Monica Niculescu                | 6–0, 6–0            |
| 18. | 12 agosto 2017   | Rogers Cup, Toronto (2)               | Cemento       | Ekaterina Makarova   | Anna-Lena Grönefeld Květa Peschke              | 6–0, 6–4            |
| 19. | 12 maggio 2018   | Mutua Madrid Open, Madrid             | Terra rossa   | Ekaterina Makarova   | Tímea Babos Kristina Mladenovic                | 2–6, 6–4, [10–8]    |

#### Sconfitte (26)
| Legenda: Prima del 2009 | Legenda: Dal 2009     |
| ----------------------- | --------------------- |
| Grande Slam (8)         |                       |
| Argenti Olimpici (0)    |                       |
| WTA Finals (1)          |                       |
| Tier I (0)              | Premier Mandatory (6) |
| Tier II (5)             | Premier 5 (3)         |
| Tier III (1)            | Premier (2)           |
| Tier IV (0)             | International (0)     |

| N.  | Data              | Torneo                                 | Superficie    | Compagna             | Avversarie in finale                           | Punteggio           |
| 1.  | 19 febbraio 2006  | Bangalore Open, Bangalore              | Cemento       | Anastasija Rodionova | Sania Mirza Liezel Huber                       | 3–6, 3–6            |
| 2.  | 24 settembre 2006 | China Open, Pechino                    | Cemento       | Anna Čakvetadze      | Virginia Ruano Pascual Paola Suárez            | 2–6, 4–6            |
| 3.  | 18 febbraio 2007  | Proximus Diamond Games, Anversa        | Sintetico (i) | Elena Lichovceva     | Cara Black Liezel Huber                        | 5–7, 6–4, 1–6       |
| 4.  | 6 maggio 2007     | Warsaw Open, Varsavia                  | Terra rossa   | Elena Lichovceva     | Vera Duševina Tetjana Perebyjnis               | 5–7, 6–3, [2–10]    |
| 5.  | 13 aprile 2008    | MPS Group Championships, Amelia Island | Terra verde   | Viktoryja Azaranka   | Bethanie Mattek-Sands Vladimíra Uhlířová       | 3–6, 1–6            |
| 6.  | 20 luglio 2008    | Bank of the West Classic, Stanford     | Cemento       | Vera Zvonarëva       | Cara Black Liezel Huber                        | 4–6, 3–6            |
| 7.  | 24 maggio 2009    | Open di Francia, Parigi                | Terra rossa   | Viktoryja Azaranka   | Anabel Medina Garrigues Virginia Ruano Pascual | 1–6, 1–6            |
| 8.  | 5 luglio 2010     | Torneo di Wimbledon, Londra            | Erba          | Vera Zvonarëva       | Vania King Jaroslava Švedova                   | 6(6)–7, 2–6         |
| 9.  | 4 giugno 2011     | Open di Francia, Parigi (2)            | Terra rossa   | Sania Mirza          | Andrea Hlaváčková Lucie Hradecká               | 3–6, 4–6            |
| 10. | 25 febbraio 2012  | Dubai Tennis Championships, Dubai      | Cemento       | Sania Mirza          | Liezel Huber Lisa Raymond                      | 2–6, 1–6            |
| 11. | 17 marzo 2012     | BNP Paribas Open, Indian Wells         | Cemento       | Sania Mirza          | Liezel Huber Lisa Raymond                      | 2–6, 3–6            |
| 12. | 13 maggio 2012    | Mutua Madrid Open, Madrid              | Terra blu     | Ekaterina Makarova   | Sara Errani Roberta Vinci                      | 1–6, 6–3, [4–10]    |
| 13. | 20 maggio 2012    | Internazionali BNL d'Italia, Roma      | Terra rossa   | Ekaterina Makarova   | Sara Errani Roberta Vinci                      | 2–6, 5–7            |
| 14. | 27 ottobre 2013   | WTA Championships, Istanbul            | Cemento (i)   | Ekaterina Makarova   | Hsieh Su-wei Peng Shuai                        | 4–6, 5–7            |
| 15. | 24 gennaio 2014   | Australian Open, Melbourne             | Cemento       | Ekaterina Makarova   | Sara Errani Roberta Vinci                      | 4–6, 6–3, 5–7       |
| 16. | 30 marzo 2014     | Sony Open, Miami                       | Cemento       | Ekaterina Makarova   | Martina Hingis Sabine Lisicki                  | 6–4, 4–6, [5–10]    |
| 17. | 21 marzo 2015     | BNP Paribas Open, Indian Wells (2)     | Cemento       | Ekaterina Makarova   | Martina Hingis Sania Mirza                     | 3–6, 4–6            |
| 18. | 4 aprile 2015     | Miami Open, Miami (2)                  | Cemento       | Ekaterina Makarova   | Martina Hingis Sania Mirza                     | 5–7, 1–6            |
| 19. | 11 luglio 2015    | Torneo di Wimbledon, Londra (2)        | Erba          | Ekaterina Makarova   | Martina Hingis Sania Mirza                     | 7–5, 6(4)–7, 5–7    |
| 20. | 15 maggio 2016    | Internazionali BNL d'Italia, Roma (2)  | Terra rossa   | Ekaterina Makarova   | Martina Hingis Sania Mirza                     | 1–6, 7–6(5), [3–10] |
| 21. | 5 giugno 2016     | Open di Francia, Parigi (3)            | Terra rossa   | Ekaterina Makarova   | Caroline Garcia Kristina Mladenovic            | 3–6, 6–2, 4–6       |
| 22. | 7 gennaio 2017    | Brisbane International, Brisbane       | Cemento       | Ekaterina Makarova   | Bethanie Mattek-Sands Sania Mirza              | 2–6, 3–6            |
| 23. | 21 maggio 2017    | Internazionali BNL d'Italia, Roma (3)  | Terra rossa   | Ekaterina Makarova   | Chan Yung-jan Martina Hingis                   | 5–7, 6(4)–7         |
| 24. | 26 gennaio 2018   | Australian Open, Melbourne (2)         | Cemento       | Ekaterina Makarova   | Tímea Babos Kristina Mladenovic                | 4–6, 3–6            |
| 25. | 17 marzo 2018     | BNP Paribas Open, Indian Wells (3)     | Cemento       | Ekaterina Makarova   | Hsieh Su-wei Barbora Strýcová                  | 4–6, 4–6            |
| 26. | 10 luglio 2021    | Torneo di Wimbledon, Londra (3)        | Erba          | Veronika Kudermetova | Hsieh Su-wei Elise Mertens                     | 6–3, 5–7, 7–9       |
|     | 31 luglio 2021    | 4º posto ai Giochi olimpici, Tokyo     | Cemento       | Veronika Kudermetova | Laura Pigossi Luisa Stefani                    | 6–4, 4–6, [9–11]    |

### Doppio Misto

#### Vittorie (1)
| Legenda                 |
| ----------------------- |
| Australian Open (1)     |
| Open di Francia (0)     |
| Torneo di Wimbledon (0) |
| US Open (0)             |
| Ori Olimpici (0)        |

| N. | Anno            | Torneo                     | Superficie | Compagno     | Avversari in finale         | Punteggio        |
| 1. | 31 gennaio 2016 | Australian Open, Melbourne | Cemento    | Bruno Soares | Coco Vandeweghe Horia Tecău | 6–4, 4–6, [10–5] |

#### Sconfitte (5)
| Legenda                 |
| ----------------------- |
| Australian Open (1)     |
| Open di Francia (1)     |
| Torneo di Wimbledon (2) |
| US Open (0)             |
| Argenti Olimpici (1)    |

| N. | Anno            | Torneo                          | Superficie  | Compagno        | Avversari in finale                    | Punteggio            |
| 1. | 3 luglio 2011   | Torneo di Wimbledon, Londra     | Erba        | Mahesh Bhupathi | Iveta Benešová Jürgen Melzer           | 3–6, 2–6             |
| 2. | 29 gennaio 2012 | Australian Open, Melbourne      | Cemento     | Leander Paes    | Bethanie Mattek-Sands Horia Tecău      | 3–6, 7–5, [3–10]     |
| 3. | 8 luglio 2012   | Torneo di Wimbledon, Londra (2) | Erba        | Leander Paes    | Lisa Raymond Mike Bryan                | 3–6, 7–5, 4–6        |
| 4. | 10 giugno 2021  | Open di Francia, Parigi         | Terra rossa | Aslan Karacev   | Desirae Krawczyk Joe Salisbury         | 6–2, 4–6, [5–10]     |
| 5. | 1º agosto 2021  | Giochi olimpici, Tokyo          | Cemento     | Aslan Karacev   | Anastasija Pavljučenkova Andrej Rublëv | 3–6, 7–6(5), [11–13] |

## Statistiche ITF

### Singolare

#### Vittorie (2)
| Torneo $100.000 (0) |
| Torneo $80.000 (0)  |
| Torneo $75.000 (0)  |
| Torneo $60.000 (0)  |
| Torneo $50.000 (0)  |
| Torneo $25.000 (1)  |
| Torneo $15.000 (0)  |
| Torneo $10.000 (1)  |

| N. | Data              | Torneo                    | Superficie  | Avversaria in finale | Punteggio |
| 1. | 6 luglio 2003     | Gubernator Cup, Balašicha | Terra rossa | Dar'ja Čemarda       | 7–5, 6–3  |
| 2. | 21 settembre 2003 | Tbilisi Open, Tbilisi     | Terra rossa | Marija Korytceva     | 6–4, 6–3  |

#### Sconfitte (4)
| Torneo $100.000 (1) |
| Torneo $80.000 (0)  |
| Torneo $75.000 (0)  |
| Torneo $60.000 (0)  |
| Torneo $50.000 (0)  |
| Torneo $25.000 (1)  |
| Torneo $15.000 (0)  |
| Torneo $10.000 (2)  |

| N. | Data            | Torneo                                                      | Superficie  | Avversaria in finale | Punteggio     |
| 1. | 6 aprile 2003   | Yesilyurt Sport Club, Istanbul                              | Cemento (i) | Magda Mihalache      | 6–4, 2–6, 2–6 |
| 2. | 17 agosto 2003  | BRD Women's Cup, Bucarest                                   | Terra rossa | Antonela Voina       | 4–6, 6(7)–7   |
| 3. | 5 giugno 2005   | Torneo Internazionale Femminile Città Di Galatina, Galatina | Terra rossa | Marija Korytceva     | 3–6, 2–6      |
| 4. | 22 ottobre 2012 | Internationaux Féminins de la Vienne, Poitiers              | Cemento (i) | Mónica Puig          | 5–7, 6–1, 5–7 |

### Doppio

#### Vittorie (6)
| Torneo $100.000 (0) |
| Torneo $80.000 (0)  |
| Torneo $75.000 (0)  |
| Torneo $60.000 (0)  |
| Torneo $50.000 (1)  |
| Torneo $25.000 (2)  |
| Torneo $15.000 (0)  |
| Torneo $10.000 (3)  |

| N. | Data              | Torneo                                | Superficie  | Compagna           | Avversarie in finale                         | Punteggio |
| 1. | 5 luglio 2003     | Gubernator Cup, Balašicha             | Terra rossa | Dar'ja Čemarda     | Iryna Brémond Irina Kotkina                  | 7–5, 6–4  |
| 2. | 16 agosto 2003    | BRD Women's Cup, Bucarest             | Terra rossa | Anna Bastrikova    | Gabriela Niculescu Monica Niculescu          | 6–4, 6–4  |
| 3. | 23 agosto 2003    | BRD Groupe Societe Generale, Bucarest | Terra rossa | Anna Bastrikova    | Nicole Clerico Irina Smirnova                | 6–1, 6–1  |
| 4. | 12 giugno 2004    | Open GDF SUEZ de Marseille, Marsiglia | Terra rossa | Shahar Peer        | Kildine Chevalier Conchita Martínez Granados | 6–1, 6–1  |
| 5. | 4 settembre 2004  | Gubernator Cup, Balašicha             | Cemento (i) | Marija Goloviznina | O'lena Antjpina Alla Kudrjavceva             | 7–5, 6–4  |
| 6. | 11 settembre 2004 | Tbilisi Open, Tbilisi                 | Terra rossa | Dar'ja Kustova     | Marija Kondrat'eva Ekaterina Kožokina        | 6–2, 6–4  |

## Risultati in progressione
| Sigla | Risultato               |
| ----- | ----------------------- |
| V     | Vincitore               |
| F     | Finalista               |
| SF    | Semifinalista           |
| O     | Oro olimpico            |
| A     | Argento olimpico        |
| SF    | Bronzo olimpico         |
| QF    | Quarti di Finale        |
| 4T    | Quarto turno            |
| 3T    | Terzo turno             |
| 2T    | Secondo turno           |
| 1T    | Primo turno             |
| RR    | Round Robin             |
| LQ    | Turno di qualificazione |
| A     | Assente                 |
| ND    | Non disputato           |

| Legenda superfici    |
| -------------------- |
| Cemento              |
| Terra battuta        |
| Erba                 |
| Superficie variabile |

### Singolare
- Aggiornato al Torneo di Wimbledon 2017

| Tornei Grand Slam         |               |               |               |               |               |               |               |               |       |         |         |         |         |         |         |                      |                      |
| Australian Open           | A             | A             | A             | 4T            | 2T            | 3T            | 1T            | 1T            | 1T    | 1T      | 4T      | 1T      | 1T      | A       | 3T      | 0 / 11               | 11–11                |
| Open di Francia           | A             | A             | A             | 1T            | 1T            | 1T            | 2T            | 1T            | 1T    | 1T      | 1T      | 2T      | 3T      | 2T      | 3T      | 0 / 12               | 7–12                 |
| Wimbledon                 | A             | A             | A             | 2T            | 3T            | 2T            | 4T            | 1T            | 2T    | 2T      | 2T      | 2T      | 1T      | SF      | 2T      | 0 / 12               | 17–12                |
| US Open                   | A             | A             | Q2            | 1T            | 1T            | 2T            | 3T            | 1T            | 1T    | 2T      | 2T      | 3T      | 2T      | 3T      |         | 0 / 11               | 10–11                |
| Vittorie-sconfitte        | 0–0           | 0–0           | 0–0           | 4–4           | 3–4           | 4–4           | 6–4           | 0–4           | 1–4   | 2–4     | 5–4     | 4–4     | 3-4     | 8-3     | 5-3     | 0 / 46               | 45–46                |
| WTA Premier Mandatory     |               |               |               |               |               |               |               |               |       |         |         |         |         |         |         |                      |                      |
| Indian Wells              | A             | A             | A             | 1T            | A             | 2T            | 3T            | A             | 1T    | 2T      | 3T      | 2T      | 2T      | Q1      | V       | 1 / 9                | 7–8                  |
| Miami                     | A             | A             | A             | 3T            | 1T            | 4T            | Q1            | 3T            | 3T    | 1T      | 3T      | 3T      | 2T      | 3T      | 2T      | 0 / 11               | 14–11                |
| Madrid                    | Non disputato | Non disputato | Non disputato | Non disputato | Non disputato | Non disputato | 3T            | 1T            | 2T    | 1T      | 1T      | 1T      | A       | 2T      | 1T      | 0 / 8                | 4–8                  |
| Pechino                   | Tier II       | Tier II       | Tier II       | Tier II       | Tier II       | Tier II       | 1T            | 3T            | A     | 3T      | A       | A       | Q1      | 1T      |         | 0 / 4                | 4–4                  |
| WTA Premier 5             |               |               |               |               |               |               |               |               |       |         |         |         |         |         |         |                      |                      |
| Dubai                     | Tier II       | Tier II       | Tier II       | Tier II       | Tier II       | Tier II       | QF            | 1T            | 1T    | Premier | Premier | 1T      | 1T      | P       | 3T      | 0 / 6                | 4–6                  |
| Doha                      | T III         | Tier II       | Tier II       | Tier II       | Tier II       | 1T            | Non disputato | Non disputato | P     | 1T      | A       | A       | P       | QF      | P       | 0 / 3                | 3–3                  |
| Roma                      | A             | A             | A             | A             | Q1            | 1T            | 2T            | 1T            | 3T    | A       | 1T      | 2T      | 1T      | Q2      | 1T      | 0 / 8                | 4–8                  |
| Montréal / Toronto        | A             | A             | Q2            | Q1            | A             | 1T            | 1T            | A             | 1T    | A       | 1T      | 2T      | Q1      | 1T      |         | 0 / 6                | 1–6                  |
| Cincinnati                | ND            | Tier III      | Tier III      | Tier III      | Tier III      | Tier III      | 1T            | 3T            | 1T    | A       | 3T      | Q2      | Q1      | A       |         | 0 / 4                | 4–4                  |
| Tokyo                     | A             | A             | A             | A             | 1T            | A             | 3T            | A             | A     | A       | A       | Premier | Premier | Premier | Premier | 0 / 2                | 2–2                  |
| Carriera                  |               |               |               |               |               |               |               |               |       |         |         |         |         |         |         |                      |                      |
| Anno                      | 2003          | 2004          | 2005          | 2006          | 2007          | 2008          | 2009          | 2010          | 2011  | 2012    | 2013    | 2014    | 2015    | 2016    | 2017    | Totale               | Totale               |
| Giocati                   | NP            | 1             | 6             | 24            | 22            | 19            | 20            | 22            | 21    | 17      | 23      | 18      | 11      | 16      | 16      | 236                  | 236                  |
| Titoli                    | NP            | 0             | 0             | 0             | 0             | 0             | 0             | 0             | 0     | 0       | 2       | 0       | 0       | 0       | 1       | 3                    | 3                    |
| Finali                    | NP            | 0             | 0             | 0             | 0             | 0             | 2             | 2             | 1     | 1       | 2       | 0       | 0       | 1       | 1       | 10                   | 10                   |
| Vittorie-sconfitte totali | NP            | 0–1           | 6–6           | 20–24         | 19–22         | 12–19         | 31–20         | 22–22         | 18–21 | 14–17   | 31–21   | 18-20   | 7-10    | 26-13   | 18-16   | 400-315              | 400-315              |
| Ranking di fine anno      |               |               |               |               |               |               |               |               |       |         |         |         |         |         |         |                      |                      |
| Anno                      | 2003          | 2004          | 2005          | 2006          | 2007          | 2008          | 2009          | 2010          | 2011  | 2012    | 2013    | 2014    | 2015    | 2016    | 2017    | Migliore in carriera | Migliore in carriera |
| Ranking                   | 278           | 286           | 111           | 44            | 55            | 78            | 23            | 52            | 57    | 69      | 25      | 65      | 111     | 16      | 16      | No. 13               | No. 13               |

## Vittorie contro giocatrici Top 10
| Stagione | 2009 | 2010 | 2011 | 2012 | 2013 | 2014 | 2015 | 2016 | 2017 | 2018 | Totale |
| Vittorie | 1    | 2    | 1    | 0    | 2    | 0    | 0    | 3    | 2    | 1    | 12     |

| #    | Giocatrice             | Ranking | Evento                               | Superficie  | Turno | Punteggio        | Rank. EVR |
| ---- | ---------------------- | ------- | ------------------------------------ | ----------- | ----- | ---------------- | --------- |
| 2009 |                        |         |                                      |             |       |                  |           |
| 1.   | Svetlana Kuznecova     | 7       | Dubai Tennis Championships, Dubai    | Cemento     | 2T    | 6–4, 3–6, 6–0    | 75        |
| 2010 |                        |         |                                      |             |       |                  |           |
| 2.   | Vera Zvonarëva         | 9       | Sydney International, Sydney         | Cemento     | 1T    | 3–3 rit.         | 29        |
| 3.   | Francesca Schiavone    | 8       | Cincinnati Open, Cincinnati          | Cemento     | 2T    | 6–4, 6–4         | 49        |
| 2011 |                        |         |                                      |             |       |                  |           |
| 4.   | Samantha Stosur        | 5       | Charleston Open, Charleston          | Terra verde | 3T    | 6–4, 6–1         | 56        |
| 2013 |                        |         |                                      |             |       |                  |           |
| 5.   | Li Na                  | 6       | Eastbourne International, Eastbourne | Erba        | QF    | 7–6(4), 6–3      | 36        |
| 6.   | Angelique Kerber       | 10      | New Haven Open at Yale, New Haven    | Cemento     | 2T    | 6–2, 6–4         | 24        |
| 2016 |                        |         |                                      |             |       |                  |           |
| 7.   | Simona Halep           | 3       | Qatar Ladies Open, Doha              | Cemento     | 2T    | 6(1)–7, 6–4, 6–1 | 118       |
| 8.   | Belinda Bencic         | 10      | Charleston Open, Charleston          | Terra verde | 2T    | 6–1, 6–1         | 85        |
| 9.   | Belinda Bencic (2)     | 8       | Eastbourne International, Eastbourne | Erba        | 2T    | 7–6(4), 7–6(5)   | 53        |
| 2017 |                        |         |                                      |             |       |                  |           |
| 10.  | Angelique Kerber (2)   | 2       | Indian Wells Open, Indian Wells      | Cemento     | 4T    | 6–3, 6–3         | 15        |
| 11.  | Svetlana Kuznecova (2) | 8       | Indian Wells Open, Indian Wells      | Cemento     | F     | 6(6)–7, 7–5, 6–4 | 15        |
| 2018 |                        |         |                                      |             |       |                  |           |
| 12.  | Jeļena Ostapenko       | 6       | Dubai Tennis Championships, Dubai    | Cemento     | 2T    | 6–1, 7–6(6)      | 23        |